# Venise, vue du porche de l'église de la Salute
Venise, vue du porche de l'église de la Salute est une peinture à l'huile réalisée vers 1835 par le peintre anglais Joseph Mallord William Turner. Le tableau représente une Venise imaginaire, car la vue montrée n'est pas réaliste. L'œuvre fait partie de la collection du Metropolitan Museum of Art de New York.

## Description
La toile a été inspirée par l'une des trois visites de Turner à Venise et met en valeur ses compétences en tant qu'artiste maritime. 
Turner a puisé dans sa grande expérience de peintre de marine et dans l'éclat de sa technique d'aquarelliste pour créer cette vue où les fondations des palais de Venise se fondent dans les eaux de la lagune au moyen de délicats reflets. Il a basé la composition sur un dessin au crayon assez léger réalisé lors de son premier voyage à Venise, en 1819, mais le tableau est vraiment le résultat de sa deuxième visite, en 1833. Il a exposé cette toile avec un grand succès à la Royal Academy de Londres, en 1835.